# Coryphophylax subcristatus
Coryphophylax subcristatus là một loài thằn lằn trong họ Agamidae. Loài này được Blyth mô tả khoa học đầu tiên năm 1860.